# Lakszmi Bai

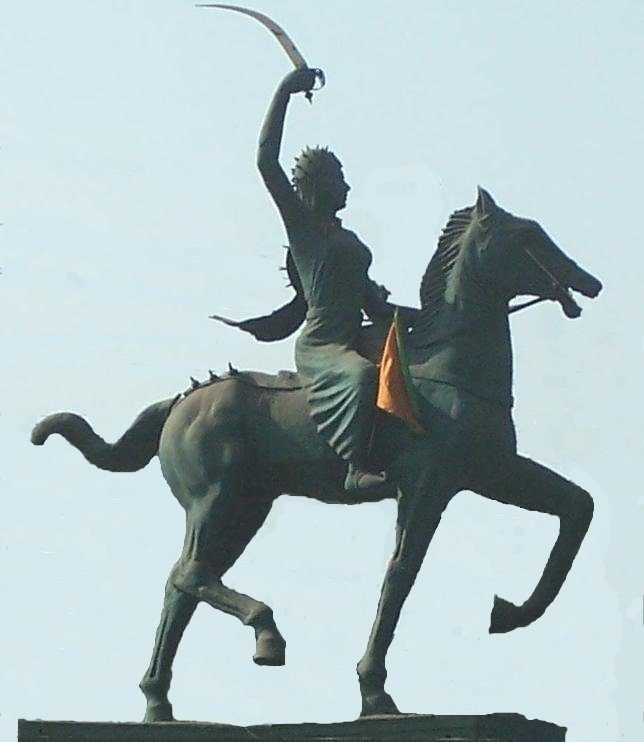
Pomnik rani Lakszmi Bai w Agrze

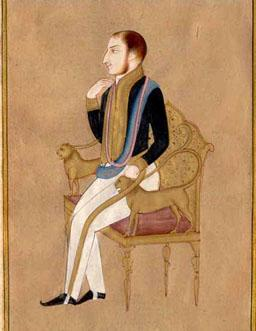
Lord Dalhousie, gubernator Indii

Lakszmi Bai (ang.) Lakshmibai, Rani z Jhansi (ur. 19 listopada 1828 w Kashi (Waranasi), zm. 18 czerwca 1858, Kotah ki Serai), urodzona jako Manikarnika – władczyni (rani) Dźhansi (ang. Jhansi), państwa położonego w północno-środkowej części Indii. Jedna z czołowych postaci powstania sipajów w 1857 roku, symbol indyjskiego, narodowego ruchu oporu przeciwko brytyjskim rządom oraz bohaterka narodowa tego kraju. Zginęła w bitwie w 1858 r.

## Życiorys

### Pochodzenie
Urodziła się jako Manikarnika. Jej ojciec Moropanth był braminem i pracował na dworze w Bithoorze u peszwy Baji Rao II. Gdy miała cztery lata, jej matka Bhagirathibai zmarła. Manikarnika zdobyła wykształcenie, nauczyła się jazdy konnej, łucznictwa i walki mieczem. Według tradycji sformowała też kobiecą armię.

### Małżeństwo
W 1842 roku została żoną radży Gangadhar Rao, maharadży w mieście Jhansi. Po ślubie otrzymała imię Lakszmi Bai (na cześć hinduskiej bogini Lakszmi). W 1851 roku urodziła syna, który po czterech miesiącach zmarł. Po tej tragedii adoptowała Damodara Rao jako syna. 21 listopada 1853 roku zmarł jej mąż Gangadhar. W tym samym okresie gubernatorem generalnym Indii był lord Dalhousie, a adoptowany syn Damodara był według hinduskiej tradycji następcą Gangadhara. Gubernator nie zgodził się na objęcie sukcesji przez niego i nakazał mu opuszczenie armii. Miał to być pretekst do rozszerzenia wpływów imperium brytyjskiego. W 1854 roku rani zaproponowano roczną rentę i opuszczenie Jhansi; władczyni nie przyjęła warunków.

### Powstanie
W marcu 1858 roku Brytyjczycy zaatakowali Jhansi, które broniła zaciężna armia ochotników; kobiety dostarczały amunicję i zajmowały się rannymi, a rani dowodziła obroną. Walki trwały przez dwa tygodnie. W czerwcu 1858 roku wojska brytyjskie weszły do miasta. Rani Lakszmi Bai, nadal pełna odwagi i patriotycznej postawy walczyła z przeciwnikiem z mieczem w dłoni. Po dwóch dniach walk, 18 czerwca rani straciła życie. Po śmierci stała się symbolem oporu wobec okupantów. W pozytywny sposób wypowiadali się o niej nawet jej wrogowie. Poświęcono jej dzieła literackie.

## Powieść
O losach rani Lakszmi Bai opowiada powieść historyczna Michelle Moran Zbuntowana królowa (Rebel Queen). Książka została wydana w Polsce w tłumaczeniu Aleksandry Górskiej nakładem oficyny Sonia Draga. Narratorką powieści jest Sita, wojowniczka i powiernica królowej.